# Зернешть (Вилча)
Зернешть, Зернешті (рум. Zărnești) — село у повіті Вилча в Румунії. Входить до складу комуни Лепушата.
Село розташоване на відстані 172 км на захід від Бухареста, 36 км на південний захід від Римніку-Вилчі, 65 км на північ від Крайови.

## Населення
За даними перепису населення 2002 року у селі проживали 523 особи, з них 522 особи (99,8%) румунів. Рідною мовою 522 особи (99,8%) назвали румунську.